# Старое Дракино
Старое Дракино (м. Сире Драка) — село, центр сельской администрации в Ковылкинском районе.

## Название
Название-антропоним: от дохристианского мордовского имени (прозвища) Драка, или от м. тарка «место»; определение «старый» свидетельствует о том, что есть Новое Дракино.

## География
Расположено на р. Сеитьме, в 30 км от районного центра и железнодорожной станции Ковылкино.

## История
Основано около 1670 г. переселенцами из Темниковского уезда.
В «Списке населённых мест Пензенской губернии» (1869) Старое Дракино (Дракино) — деревня казённая из 134 дворов Наровчатского уезда.

## Население
| 1931 | 2001 | 2002 | 2010 |
| ---- | ---- | ---- | ---- |
| 1882 | ↘542 | ↘505 | ↘402 |

По данным 1931 г., в Старом Дракине было 364 двора (1 882 чел.).
Национальный состав
В основном мордва-мокша.

## Инфраструктура
Средняя школа, библиотека, медпункт, отделение связи.

## Экономика
В начале 1930-х годов был создан колхоз им. Ленина, с 1997 года — СХПК «Дракинский».

## Русская православная церковь
В 1885 г. здесь была построена каменная Космодамиановская церковь.
Церковь во имя иконы Божьей Матери «Достойно есть».

## Достопримечательности
Возле села — курганы; родник «Кередьэши» (памятник природы).

## Люди, связанные с селом
Старое Дракино — родина одного из организаторов мордовской печати И. И. Московкина, заместителя начальника Управления Министерства юстиции РФ по РМ — главы судебного пристава А. С. Петрушина, новомучеников Елены Асташкиной, Анастасии Камаевой.